# Janet O'Sullivan
Janet O'Sullivan est une militante irlandaise du mouvement pro-choix et porte-parole du mouvement irlandais Abortion Rights Campaign.

## Biographie
En 2014 O'Sullivan, dublinoise et mère de deux enfants décide de partager l'histoire de son avortement après avoir reçu des messages agressifs de personnes appartenant aux milieux militants anti-avortement en Irlande,. Elle gère alors le compte twitter @irland, suivi par 20 000 internautes. Ce compte donne la parole toutes les semaines à des personnes différentes. O'Sullivan raconte son avortement en près de 100 tweets, expliquant comment à l'âge de 18 ans elle raconte à ses parents qu'elle part en week end avec son amoureux en Angleterre, ainsi que son soulagement et sa tristesse au réveil après l'opération, en dénonçant la culpabilisation et l'humiliation que subissent les femmes qui veulent avorter en Irlande. Ses tweets reçoivent un page soutien et une large audience, et également des critiques pour avoir utilisé le compte twitter @irland pour en faire une plateforme de ses revendications pro choix.
Elle devient ensuite la porte-parole de l'Abortion Rights Campaign (campagne pour le droit à l'avortement). Elle signe ses publications sous son vrai nom en versions irlandaise et anglaise, Janet Ní Shuilleabháin ou Janet O'Sullivan,. En 2016, elle est nommée par la BBC dans la liste 100 Women qui regroupe les « femmes inspirantes et influentes de 2016 ».

## Engagement militant
O'Sullivan milite pour le mouvement pro-choix depuis le début des années 1990 et la notoriété du Cas X, suivi de son propre avortement quelques années plus tard. En tant que porte-parole de l'Abortion Rights Campaign,, elle a souvent écrit dans la presse nationale et été invitée à des débats radio et télévisés.
O'Sullivan est également une militante pour la visibilité des personnes bisexuelles et a fait campagne pour le droit de tous au mariage,.
Janet O'Sullivan milite en faveur de l'abolition du huitième amendement de la Constitution d'Irlande et travaille dans cet objectif aussi bien pour l'Irlande que pour l'Irlande du Nord. Elle veut que toutes les femmes puissent choisir librement de garder leur enfant ou d'avorter.